# Berislav Nikpalj
Berislav Nikpalj  (Zagreb, 28. prosinca 1928. – Biograd na Moru, 13. srpnja 1979.),
hrvatski književnik, novinar, prevoditelj i nastavnik, jedan od osnivača Jutra poezije.

## Životopis

### Književni recitali
Rođen je 1928, na dan Jesenjinove smrti 28. prosinca. Istoga je dana 1964. osnovao Tingl tangl. Tingl tangl je bio kulturni fenomen, mjesto za izražavanje slobodnog mišljenja i inicirao je književne recitale u gradu Zagrebu.  Berislav Nikpalj ga je kasnije napustio da bi ipak u njemu proslavio svoj posljednji, 50. rođendan. Čak je na to slavlje ponio i vlastiti umjetnički portret tada još studenta, a danas akademskog slikara Roberta Budora.  Pričaju da je pozvao i prijatelja hramonikaša i mnoge stare prijatelje. 
Iz zaborava je izvukao jednu fotografiju na kojoj pjesnik Tin Ujević izlazi iz gostionice Blato na uglu Gundulićeve i Masarykove ulice u Zagrebu i inicirao davanje pjesničkog obilježja krčmi u središtu grada. Kako je osnovao i Lojzekovu klet s obilježjem pjesnika Vjekoslava Majera, ondašnji tisak nazvao ga je «kraljem pjesničkih krčmi».

### Književni rad
No pjesničke krčme nisu bile jedina posebnost Berislava Nikpalja. Objavio je desetak knjiga u vlastitoj naknadi i to vrlo teško jer je vječito bio u svađi s onima koji su mu mogli pomoći. No nije se predavao tako da je 1974. postao članom Društva književnika Hrvatske, na prijedlog njegova prijatelja Gustava Krkleca.  
Knjigu Sile i obmane tiskanu 1968. kupio je i Miroslav Krleža i uputio pismo s riječima ohrabrenja. Zalagao se za pravednost i poštenje, kritizirao je i bio kritiziran. Miloš Crnjanski mu je pisao: «Udri, i ako ti je sablja kratka, priđi korak bliže!» Njegove polemike, posebno one s Igorom Mandićem u Oku, pratila je s nestrpljenjem tadašnja kulturna javnost. 
Najbolji su mu eseji tiskani u beogradskim Književnim novinama  i zagrebačkom Oku. Najzanimljivije od njegove ostavštine je mala knjiga, roman Dobro jutro Nataša, tiskana 1962. godine i odmah zabranjena. Sudski spisi bi vjerojatno danas otkrili razlog zabrani, no rijetkom sretniku koji bude imao priliku čitati ovaj bibliofilski raritet, uopće neće biti jasan. Da se ponovno objavi ova bi knjižica sigurno bila otkriće jer je prva kod nas pisana automatskim načinom (bez interpunkcije) i za ono vrijeme, vrlo slobodno. 

### Nastavnički rad
Bio je i nastavnik i profesor; završio je najprije Pedagošku akademiju, zatim Filozofski fakultet (hrvatski jezik i književnost, ruski jezik i književnost), a 1974. među prvima je diplomirao novinarstvo na Fakultetu političkih znanosti. Bio je novinar i prevoditelj (sa slovenskog i makedonskog). Ostao je u lijepoj uspomeni mnogim učenicima V. gimnazije i Farmaceutske škole u Varšavskoj ulici u Zagrebu zbog posebnog pristupa nastavi hrvatskog jezika i zanosnih predavanja. 

### Novinarski rad
Radio je kao novinar u nekadašnjem Narodnom listu i Narodnom sportu, a posljednjih godina života bio je lektor-urednik u Vjesniku Ine. Pisao je o slikarima, kiparima, o glazbi, zavlačio se u kanalizaciju (njegova inicijativa!) s kolegama novinarima, razgovarao s naftašima na bušotinama, pisao putopise.

## Zanimljivosti
- Pisao je pod pseudonimom Nikica Peraković.
- Otac mu se također zvao Berislav Nikpalj, a rođen je u Arbanasima kraj Zadra.
- Pero Zlatar uvrstio ga je u knjigu Šarmeri bez pokrića : društvena kronika, Goran, Zagreb, 1983.
- Imao je svoje načine prodaje knjiga u vlastitoj naknadi. Npr. na omotu je bio naslov Između ostalog Jerković (poznat u nogometu), a tek unutra je bio pravi naslov – Prije Nataše. Pričaju da je na ulici prodavao svoje knjige da nadoknadi trošak vičući «Moja knjiga, moja nova knjiga!»
- Umro je 13. srpnja 1979. u petak igrajući stolni tenis u Biogradu na Moru kraj Zadra od trećeg infarkta. Časopis Oko iskoristio je tu činjenicu za nekrolog i objavio dijelove iz Nikpaljevih Bolničkih upisaka.

### Vlastiti radovi
- Dobro jutro Nataša : [roman], Zagreb: vlastita naknada (zabranjeno) (1962.)
- Poezija Tina Ujevića : (priručni štampani rukopis uz ciklus odabrane poezije), Zagreb : Narodno sveučilište grada Zagreba (1964.)
- Prije Nataše (1952 -1960) - Između ostalog Jerković, Zagreb: vlastita naknada (1965.)
- Kočenje Nataše, Zagreb: vlastita naknada (1966.)
- Poslije Nataše - Sile i obmane, Zagreb: vlastita naknada (1966.)
- Provokacije, Zagreb: vlastita naknada (1969.)
- Jugoslavenska poezija bune i otpora, Zagreb : izd. Društva književnika Hrvatske (1975.)
- Pjesmoslovlje : iz neobjavljenih zapisaka nastalih od 1945. do 1976. godine, Zagreb: August Cesarec (1976.)
- Povijest bolesti i nalazi Berislav Nikpalj (rukopis pohranjen kod Nataše Nikpalj-Juraić) (1976.)
- B. N. (Berislav Nikpalj): Posljednji izlet u zavičaj, "Varaždinske vijesti", 10. XI. 1977.
- Uspomene na Gustava Krkleca, (opaska: u nastavcima), "Novosti", Beograd, 7-12. XI. 1977.

### Urednički radovi
- Tingltangl-poezija: zbornik (1966) [predgovor] Berislav Nikpalj, Zagreb: izd. S. Pušić
- Nikpalj, N. (1970.) Žetva sunca (priredio B. Nikpalj), Zagreb: Berislav Nikpalj
- Majer, V. (1975.) U vremenu i prostoru : izbor iz djela Vjekoslava Majera s pristupnom besjedom / Berislav Nikpalj [ur., uvodni esej, izbor tekstova], Zagreb : Tribina Društva književnika Hrvatske
- Majer, V. (1977.) Plinska laterna na Griču : pjesme / Vjekoslav Majer ; [priredio Berislav Nikpalj ; likovna oprema Ivo Friščić], Zagreb: Prosvjeta
- Krklec, G. (1977.) Odabrana djela Gustava Krkleca / prir. Berislav Nikpalj, Zagreb : Alfa : Prosvjeta

### Radovi o Berislavu Nikpalju
- Zlatar, P (1978.) Šarmeri bez pokrića: društvena kronika, Zagreb: Mladost
- Milat, V., Hamarić, Z. i Raković, V. R. (1980) Tin Ujević i prijatelji u Tip-topu – Zagreb, 12. 11. 1980., Blato na Korčuli: «Blato», radna organizacija za poljoprivredu, trgovinu i ugostiteljstvo
- Hajduk, S. (1982.) U počast Berislavu Nikpalju - prijatelji književnici, slikari grafičari i kipari / [organizatori Zavičajni muzej, Varaždinske Toplice [i] Bolnica za reumatske bolesti i rehabilitaciju, Varaždinske Toplice [i] Komisija Konferencije sindikata SOUR-a INE za kulturu i informacije ; fotografija Šime Radovčić, uvod Jospip Depolo]: Varaždinske Toplice: Stjepan Hajduk
- Vučetić, V (1984.) Berislav Nikpalj,  Zrenik, časopis za liriku i esej, Split: Veljko Vučetić, Godina III, broj 2, 9-13
- Palada, J. (2001.) Vrijeme u kutiji, Tragovi, časopis za književnost i društvena pitanja, Zagreb: Hrvatski književni krug, broj 1, VI/2001 ISBN 953-6719-07-X: 5-9
- Palada, J. (2003.) Berislav Nikpalj u J. Palada (prikupio i obradio) Stanari sna, Zagreb: Hrvatski književni krug, 92-100
- Krleža, M. (1965.) Pisma Miroslava Krleže Berislavu Nikpalju : Zagreb, 1. IX. 1965 - Zagreb, 1. X. 1965 (evidentirano u Nacionalnoj i sveučilišnoj knjižnici u Zagrebu)

### Prijevodi
- Vreg, France (1975) Društveno komuniciranje; prev. Berislav Nikpalj i Vida Nikpalj; predgovor Pavao Novosel, Zagreb : Centar za informacije i publicitet